# Основные цветовые термины: их универсальность и эволюция
Основные цветовые термины: их универсальность и эволюция (англ. Basic Color Terms: Their Universality and Evolution) (1969) — книга, написанная антропологом Брентом Берлином и лингвистом Полом Кэем. Основная концепция, заложенная авторами, такова:
иерархия основных цветовых терминов в языках определённых народов, таких как чёрный, белый, или красный, предсказуема согласно их количеству в данном языке. Каждая культура имеет термины для чёрных/тёмных и белых/светлых цветов. Если термина три, то третьим будет красный, если четыре — жёлтый или зелёный и т. д.

## Теория
Берлин и Кэй различают семь стадий, в которые входят культуры и их языки. Языки первой стадии имеют названия лишь чёрных (тёмно-холодных) и белых (светло-тёплых) цветов, в то время, как языки седьмой стадии имеют восемь и более цветовых наименований. Седьмая стадия также включает в себя английский (12 цветовых терминов) и русский (13 цветовых терминов) языки. Тезис авторов заключается в том, что по ходу эволюции языков они вырабатывают новые цветовые термины в строго определённой последовательности; то есть, если в языке существует какой-либо термин на какой-либо стадии, это означает, что данный язык включает в себя все термины ранних стадий. Последовательность такова:
Стадия I: Тёмно-холодные и светло-тёплые цвета (Подразумевается больший спектр цветов, чем тот, который включают названия «чёрный» и «белый»)
Стадия II: Красный
Стадия III: Зелёный либо жёлтый
Стадия IV: Зелёный и жёлтый
Стадия V: Синий
Стадия VI: Серый и коричневый
Стадия VII: Фиолетовый, розовый, оранжевый и т. д.
Берлин и Кей выделяют венгерский язык как уникальный пример, где используется два разных слова для обозначения красного: piros, что означает «красный», и vörös, переводящееся как «темно-красный». Кроме того, в славянских языках присутствует ещё один базовый цвет — «голубой».

## Критика
Работа Берлина и Кэя имела всемирное влияние. Однако строгость расположения цветовых терминов в иерархии вскоре была значительно уменьшена, в том числе самими Берлином и Кэем в поздних изданиях, а некоторые критики посчитали работу бессмысленной. Основной объём критики пришёлся на тот факт, что в изначальном опросе представителей народов о цветовых терминах в их языках участвовало небольшое (30 человек) количество людей, все из которых также знали английский и были представителями развитых стран. Также Берлин и Кэй, по словам критиков, в некоторых случаях не смогли определить, что является «цветовым термином» (Например, в папуасском языке йеле существует всего пять цветовых терминов, однако для описания других цветов используются сравнения с определёнными предметами). Барбара Сондерс, ровно как и Стивен Левинсон, поставила под сомнение методологию сбора информации и культурные предрассудки, мешающие исследованию.
В 70-е годы Полом Кэем и Ричардом Куком был проведён так называемый Всемирный цветовой опрос (англ. The World Color Survey), в котором поучаствовали около четырёх тысяч человек из неразвитых стран, разговаривающих на ста десяти разных языках, и ранее разработанная Берлином и Кэем иерархия подтвердилась.